# Costa Vescovato
Costa Vescovato település Olaszországban, Piemont régióban, Alessandria megyében. Lakosainak száma 316 fő (2023. január 1.). Costa Vescovato Avolasca, Carezzano, Cerreto Grue, Montegioco, Paderna, Villaromagnano és Castellania községekkel határos.

## Népesség
A település lakossága az elmúlt években az alábbi módon változott:
| Lakosok száma | 333  | 329  | 316  |
|               | 2017 | 2018 | 2023 |